# Boulevards de Paris
Pour les articles homonymes, voir Bedevilled.
Pour plus de détails, voir Fiche technique et Distribution.
Boulevards de Paris (titre original : Bedevilled) est un film américain réalisé par Mitchell Leisen et Richard Thorpe, sorti en 1955.

## Synopsis
Revenu de la guerre de Corée, Gregory Fitzgerald, malgré son caractère impulsif, se destine à la prêtrise. Il s'envole pour Paris avec un de ses condisciples, Tony Lugacetti, d'origine italienne, pour y retrouver le Père Du Rocher qui doit prendre leur enseignement religieux en main. À bord de l'avion, ils font la connaissance de Francesca, une dessinatrice de mode. À l'arrivée, elle leur propose de les conduire à la demeure du prêtre, mais les deux jeunes gens décident de passer deux jours à l'hôtel pour se détendre. Le soir même, alors que Tony se repose dans sa chambre, Gregory s'aventure dans les rues de Paris. Alors qu'il monte dans un taxi, une femme s'y engouffre précipitamment en même temps et lui demande de la déposer à une adresse qui est justement sur son chemin. Durant le trajet, elle lui dit se nommer Monica Johnson et avoir été témoin d'un meurtre. Elle lui apprend également que des hommes, à la solde d'un certain Trevelle, l'ont prise en chasse.

## Fiche technique
- Titre original : Bedevilled
- Titre français : Boulevards de Paris
- Réalisation : Mitchell Leisen, Richard Thorpe[1],[2] (non crédité)
- Scénario et dialogues : Jo Eisinger, d'après son histoire originale
- Photographie : Freddie Young
- Montage : Frank Clarke
- Musique : William Alwyn
- Direction artistique : Alfred Junge
- Costumes : Helen Rose pour Anne Baxter, Jean Dessès pour Simone Renant et les mannequins
- Son : Antoine Leenhardt
- Producteur : Henry Berman
- Société de production : Metro-Goldwyn-Mayer-Loew's Inc.[3] (États-Unis)
- Sociétés de distribution : Metro-Goldwyn-Mayer (Autriche, États-Unis, France, Royaume-Uni)[3], Paramount Pictures (France)[4]
- Pays de production :  États-Unis
- Langues originales : anglais, français
- Format : couleur par Eastmancolor — 35 mm — 2,55:1 CinemaScope — stéréo 4 pistes (Western Electric Sound System)
- Genre : Film dramatique
- Durée : 85 minutes
- Dates de sortie : 
  - États-Unis, 28 avril 1955
  - France, juillet 1955
- (fr) Classification CNC : tous publics (visa d'exploitation no 17107 délivré le 26 juillet 1955)

## Distribution
- Anne Baxter : Monica Johnson
- Steve Forrest : Gregory Fitzgerald
- Simone Renant : Francesca
- Victor Francen : Père Du Rocher
- Maurice Teynac : Trevelle
- Robert Christopher : Tony Lugacetti
- Joseph Tomelty : Père Cunningham
- Raymond Bussières : le concierge
- Ina De la Haye : Mama Lugacetti
- Jacques Hilling : le chauffeur de taxi
- Olivier Hussenot : le directeur de l'Hôtel Rémy
- Jean Ozenne : un prêtre du séminaire

## Production

### Casting
La production américaine a engagé des acteurs français maîtrisant l'anglais, parmi lesquels Victor Francen en prêtre sentencieux, Maurice Teynac en menaçante gouape, ainsi que Raymond Bussières en concierge parigot typique. Jean Gabin, puis Claude Dauphin ont été pressentis pour ce film,.  

### Tournage
- Période de prises de vue : 23 août à fin octobre 1954[2].
- Extérieurs : Paris[2].

### Chanson
Embrasse-moi bien : paroles françaises et musique de Paul Durand, paroles anglaises de Richard Driscoll.

## Thèmes et contexte
Les thèmes culpabilité et repentance de Monica (Anne Baxter, qui parle aussi bien l'anglais que le français), compassion de Gregory (Steve Forrest), accompagnent cette course-poursuite dramatique dans un Paris filmé en plans larges (« le grand CinemaScope » de l'époque, format 2.55:1) et inhabituel, sombre, sépulcral et religieux : les deux protagonistes, guettés par différentes et prochaines incarcérations (la prison ou la tombe pour elle, la prêtrise pour lui) courent de nécropole (tombeau de Napoléon aux Invalides) en églises, avec des haltes prémonitoires en cellule monastique. Mais c'est dans la rue que Monica va chercher la mort et expire apaisée entre les bras de Gregory qui lui préfère Dieu.